# Xosaia ameliae
Xosaia ameliae är en kackerlacksart som beskrevs av Karlis Princis 1963. Xosaia ameliae ingår i släktet Xosaia och familjen småkackerlackor.
Artens utbredningsområde är Moçambique. Inga underarter finns listade i Catalogue of Life.